# Luyten b
Luyten b (más conocido como GJ 273b) es un exoplaneta confirmado, probablemente rocoso, que orbita dentro de la zona habitable de la enana roja estrella de Luyten. Es uno de los planetas más parecidos a la Tierra jamás encontrados y es el tercer exoplaneta potencialmente más cercano conocido, a una distancia de 12,2 años luz. Solo Próxima Centauri b y Ross 128 b están más cerca. Descubierto junto con GJ 273c en junio de 2017, Luyten b es una supertierra de alrededor de 3 veces la masa de la Tierra y recibe solo un 6 % más de luz solar que la Tierra, lo que lo convierte en uno de los mejores candidatos para la habitabilidad. En octubre de 2017, la organización sin fines de lucro METI (Mensajeando a Inteligencia Extraterrestre) envió un mensaje que contenía docenas de composiciones musicales cortas y un "tutorial" científico para el planeta con la esperanza de contactar a cualquier civilización extraterrestre potencial.

## Habitabilidad
A diferencia de muchos otros exoplanetas potencialmente habitables que orbitan enanas rojas, como Próxima b y los planetas TRAPPIST-1, Luyten b tiene la ventaja de estar en órbita alrededor de una estrella anfitriona muy silenciosa. La estrella de Luyten tiene un período de rotación muy largo de 118 días y no es propenso a las poderosas erupciones solares. Los eventos de destello suficientemente fuertes pueden despojar a las atmósferas de los planetas en órbita y eliminar sus posibilidades de habitabilidad; un buen ejemplo de esto es Kepler-438b. Sin embargo, con la baja actividad de su anfitrión, es probable que Luyten b retenga cualquier atmósfera durante miles de millones de años, lo que potencialmente permite el desarrollo de la vida.
Tiene un valor de Índice de similitud de la Tierra (ESI) de 0,86, que vincula a Luyten b con Ross 128 b como el cuarto ESI más alto de cualquier planeta confirmado.